# خوتکای معمولی
خوتکای معمولی یا خوتکای اوراسیایی یا خوتکای جُره (نام علمی: Anas crecca) از مرغابیان مهاجر است.

## ویژگی‌های ریخت‌شناسی
این پرنده ۳۴ تا ۴۳ سانتیمتر طول و ۳۴۰ تا ۳۶۰ گرم وزن دارد و از همۀ اردک‌های هم‌خانواده خود (Anatinae) کوچک‌تر است. خوتکای ماده قهوه‌ای رنگ است و روی بال دارای پرهای سفید رنگ و رگه‌های سبز رنگ است. نزدیک به ۱۲ تخم در هر دوره تخم‌گذاری می‌نهد. دورهٔ جنینی آن‌ها کوتاه و ۲۳ روز است. روی زمین در کنار آب شیرین لانه می‌سازد. اردک نر دارای پرپوشی بسیار زیباست. سر و گردن به رنگ خرمایی روشن بوده و دو نوار سبز رنگ بسیار درخشان از بالای چشم‌ها به سوی سر و پس گردن کشیده می‌شود. رنگ فلز بسیار شفاف سبزی سینه و پشت آن را فرا گرفته است.

## زیستگاه
منطقه زیست این پرنده بسیار وسیع است و در شمال شوروی، قفقاز، دریای سیاه، دریاچه آرال، سواحل شمالی دریای خزر، شمال غربی مغولستان، ژاپن، رومانی، اسپانیا، انگلستان، ایسلند، سوئد، نروژ، فنلاند زندگی می‌نماید. این پرنده در اوراسیا تخم‌گذاری می‌کند و در فصل سرما به سمت جنوب مهاجرت می‌کند.

## در ایران
در فصل زمستان این اردک در شمال ایران بسیار زیاد است. تعداد زیادی از خوتکاها با آغاز پاییز به مرداب انزلی مهاجرت می‌کنند. در ایران، زمستان‌ها، به جز در قسمت‌های کویری، در سراسر کشور دیده می‌شود. در فصل جوجه آوری، در شمال غرب ایران، به خصوص در اطراف دریاچۀ ارومیه، زندگی می‌کند.

## نگارخانه

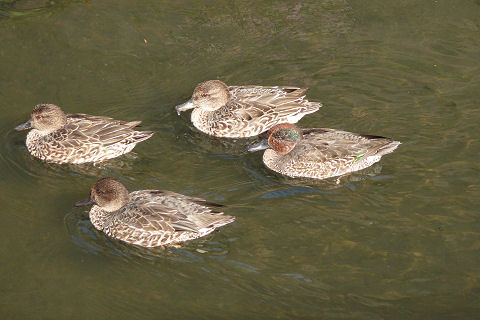
خوتکای eclipse plumage ماده همراه خوتکاهای جوان
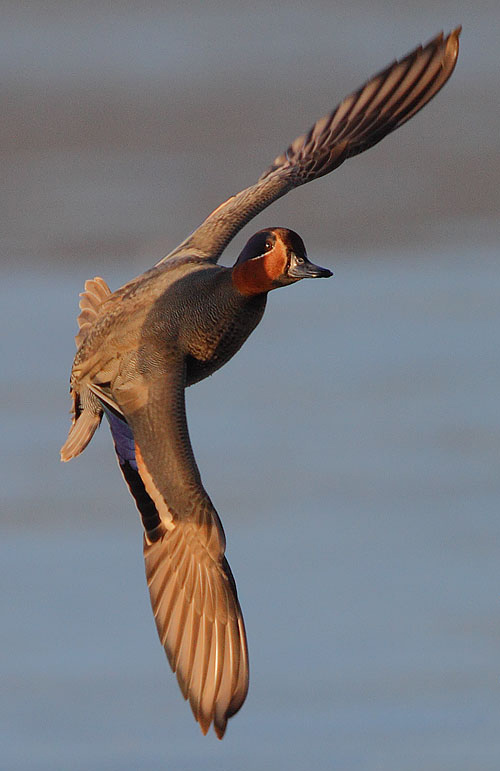
خوتکای نر در پرواز
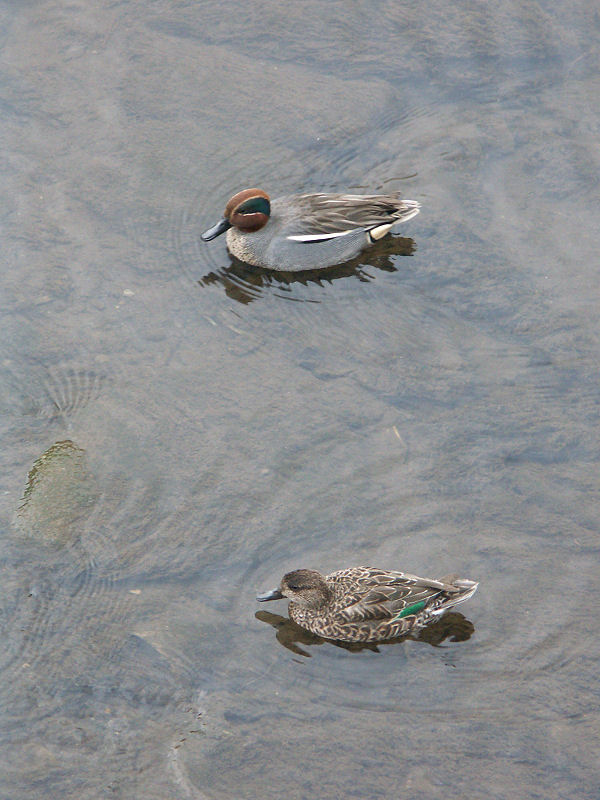
پرنده نر (بالا) و ماده (پایین)
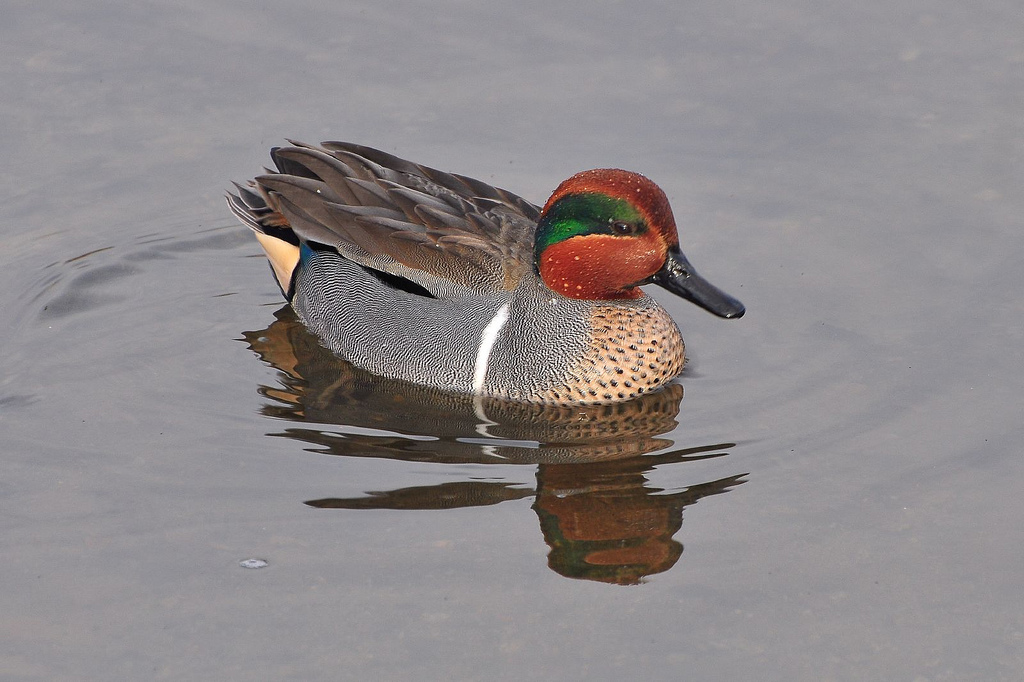
خوتکای سبزبال
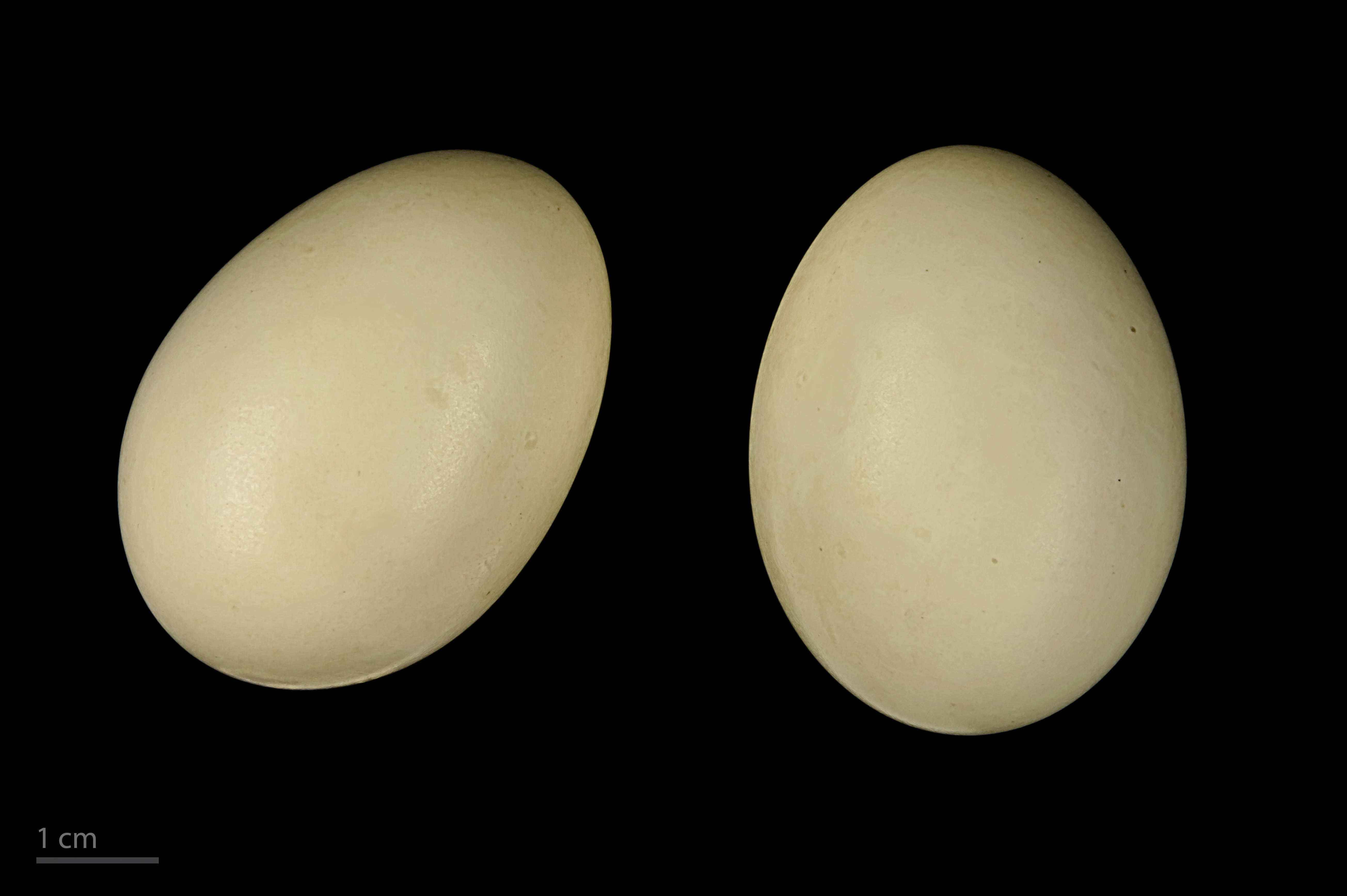
Museum specimen